# Américo de Moura Marcondes de Andrade
Américo de Moura Marcondes de Andrade (Pindamonhangaba, 1840 — Rio de Janeiro, ?) foi um político brasileiro.

## Biografia
Filho do capitão Francisco Marcondes de Andrade (filho do Tenente Domingos Marcondes do Amaral e Anna Izabel de Andrade) e Cândida Justina de Moura (filha do sargento-mor Manoel de Moura Fialho e de Anna Marcondes de Oliveira). Casou-se em Barra Mansa, em 1859, com Maria Francisca Marcondes de Toledo Lessa, filha do doutor José Gomes Varella Lessa e de Maria Marcondes. Tiveram 5 filhos.
Formado em Direito pela Faculdade de Direito de São Paulo em 1859. Foi exercer a advocacia na cidade de Barra Mansa, onde abriu um escritório naquela cidade. Foi nomeado juiz municipal de órfãos em Bananal, permanecendo até outubro de 1861.
Na política, foi deputado provincial e geral pelo Rio de Janeiro. Foi presidente das províncias do Rio Grande do Sul, de 12 de março de 1878 a 26 de janeiro de 1879 e Rio de Janeiro, de 5 de março de 1879 a 20 de abril de 1880.
Trabalhava como advogado, com escritórios na Rua do Carmo, 51 e Guanabara, 63, ambos no Rio de Janeiro.